# Farmington (New York)
Farmington je město v okrese Ontario County ve státě New York ve Spojených státech amerických. K roku 2010 zde žilo 11 825 obyvatel. S celkovou rozlohou 102,2 km² byla hustota zalidnění 115,7 obyvatel na km².